# Eric Adams (Politiker)

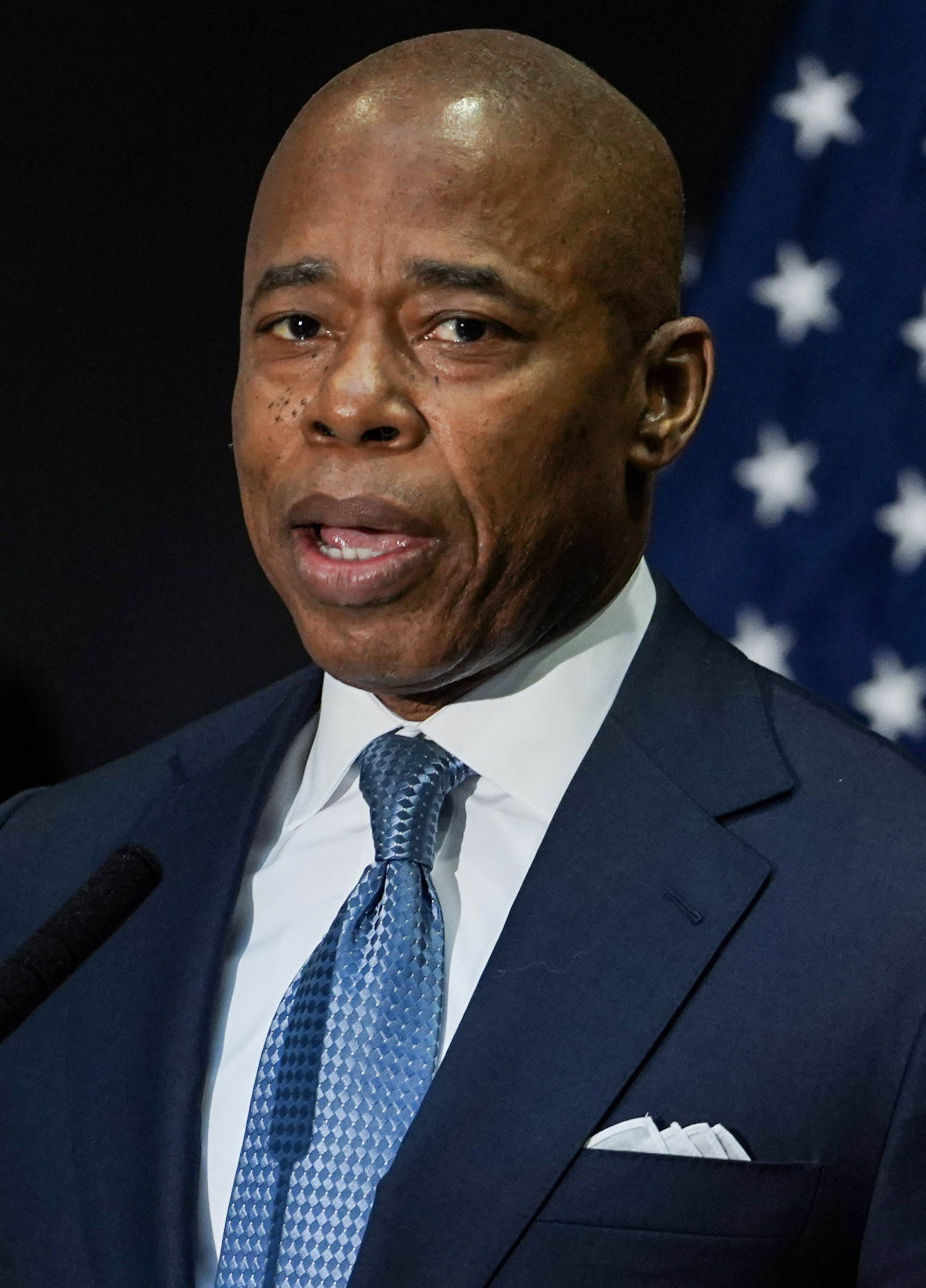
Eric Leroy Adams (2022)

Eric Leroy Adams (* 1. September 1960) ist ein US-amerikanischer Politiker. Seit Januar 2022 ist er der 110. Bürgermeister von New York City. Als Kandidat der Demokratischen Partei gewann er die Bürgermeisterwahlen in New York City im November 2021. Adams war zuvor Polizeibeamter des New York City Police Departments; nach seiner Pensionierung im Jahr 2006 wurde er 2013 der 18. Borough President des Stadtbezirks Brooklyn.
Im September 2024 erhob der zuständige United States Attorney in fünf Punkten Anklage gegen Adams, bei denen es um Vorwürfe der Bestechlichkeit und Verschleierung von illegalen Wahlkampfspenden von Ausländern geht. Das Verfahren wurde im Februar 2025 auf Betreiben der kurz zuvor neu ins Amt gekommenen Trump-Administration eingestellt.
Am 3. April 2025 gab Adams bekannt, dass er bei der Bürgermeisterwahl im Herbst 2025 als Unabhängiger und nicht als Demokrat kandidieren würde.

## Leben
Adams ist Sohn eines Metzgers und einer Putzfrau. Beide Eltern waren in den 1950er Jahren aus Alabama nach New York gekommen und besaßen fast keine höhere Bildung. Adams war eines von sechs Kindern und wuchs in einer sehr ärmlichen Umgebung in Brooklyn und Queens auf. 1984 schloss er die Polizeiakademie als einer der Besten seiner Klasse ab und arbeitete als Polizist der New York City Transit Police für das New York City Police Department. Ab 1993 hatte er den Rang eines Sergeants. In den Ruhestand ging er 2006 im Rang eines Captains. In der Ära von Rudy Giuliani war er Republikaner, 2006 wechselte er zu den Demokraten. Von 2006 bis 2013 gehörte er dem Senat von New York an. Im November 2013 wurde Adams zum Brooklyn Borough President gewählt. Er war der erste Afroamerikaner in dieser Position. Im November 2017 erfolgte seine Wiederwahl.
Am 17. November 2020 gab Adams seine Kandidatur für das Amt des Bürgermeisters von New York City bekannt; der demokratische Amtsinhaber Bill de Blasio, dessen zweite Amtsperiode Ende 2021 ablief, durfte nicht mehr antreten. Nachdem er am 22. Juni 2021 die demokratische Vorwahl für sich hatte entscheiden können, gewann er bei den allgemeinen Wahlen am 2. November gegen den Republikaner Curtis Sliwa, den Gründer der Guardian Angels; am 1. Januar 2022 trat er sein Amt als Bürgermeister von New York an.
Adams ernährt sich aufgrund einer Typ-2-Diabetes-Erkrankung vegan. Er setzt sich für eine gesündere Ernährung in Schulen und Krankenhäusern ein.
Am 3. November 2023 wurden mehrere Häuser und Büros in New York vom Federal Bureau of Investigation durchsucht. Grund war der Verdacht, Adams’ Wahlkampfteam habe türkischstämmige Amerikaner als „Strohmänner“ für die Übermittlung von Wahlkampfspenden benutzt, die tatsächlich aus der Türkei stammten. Wahlkampffinanzierung aus dem Ausland ist in den USA illegal. Am 6. November 2023 wurden auch zwei von Adams’ eigenen Mobilgeräten beschlagnahmt. Im September 2024 ließen die Staatsanwaltschaften des United States District Court for the Eastern District of New York und des United States District Court for the Southern District of New York Durchsuchungen bei hochrangigen und engen persönlichen Mitarbeitern in Adams’ Stadtverwaltung durchführen. Am 27. September 2024 ließ, parallel zu den Vorgängen auf Ebene der Bundesgerichtsbarkeit, der Manhattan District Attorney die Geräte einer engen persönlichen Beraterin Adams’ beschlagnahmen. Der United States Attorney for the Southern District of New York, Damian Williams, veröffentlichte am 26. September 2024 eine Anklageschrift gegen Adams, die sich auf Bestechlichkeit im Amt seit dem Jahr 2016, illegale Wahlkampffinanzierung und illegale Finanzierung durch Ausländer im Wahlkampf um das Amt des Bürgermeisters im Jahr 2021 bezog. Nach der Verlesung der Anklageschrift am 27. September 2024 im Bundesgerichtsgebäude des United States District Court for the Southern District of New York erklärte sich Adams in den fünf Anklagepunkten für nicht schuldig; der Fall wurde dem Bundesrichter Dale Ho übertragen. Adams ist nach A. Oakey Hall Anfang der 1870er Jahre der zweite amtierende New Yorker Bürgermeister, der wegen des Verdachts eines Verbrechens angeklagt wurde.
Am 11. Februar 2025 wies der von Präsident Donald Trump kurz zuvor ernannte stellvertretende Generalstaatsanwalt Emil Bove die Bundesstaatsanwaltschaft in Manhattan an, die Anklage gegen Adams fallenzulassen und weitere Ermittlungen einzustellen, wobei die Möglichkeit einer erneuten Anklage nach der Bürgermeisterwahl im November 2025 explizit offengelassen wurde. Zur Begründung hieß es, dass die Strafverfolgung die Möglichkeiten des Bürgermeisters beschränke, sich mit „illegaler Einwanderung und Gewaltkriminalität“ zu befassen. In Boves Schreiben berief dieser sich auf „direkte Anordnungen zur Umsetzung der Politik eines ordnungsgemäß gewählten Präsidenten“. Daraufhin erklärte Danielle Sassoon, die leitende Bundesstaatsanwältin des Southern District of New York, am 13. Februar 2025 ihren Rücktritt, dem sechs weitere hohe Justizbeamte, inklusive der Leitung der Abteilung für öffentliche Integrität im Justizministerium, folgten. In ihrer öffentlichen Begründung erklärte Sassoon, dass die Verfahrenseinstellung einen „atemberaubenden und gefährlichen Präzedenzfall“ schaffen würde. Sie sei davon überzeugt, dass Adams die ihm zur Last gelegten Verbrechen begangen habe, und könne „einer Klageabweisung aufgrund ungerechtfertigter Erwägungen nicht zustimmen“. Sie ließ durchblicken, dass sie „eine Art quid pro quo“-Vereinbarung zwischen Adams und der Trump-Administration vermute, nach der Adams die Trump-Politik unterstützen würde, „wenn die Anklage fallengelassen würde“. Die Anwälte von Adams bestritten die Existenz einer solchen Vereinbarung.

## Veröffentlichungen
- Healthy at Last: A Plant-Based Approach to Preventing and Reversing Diabetes and Other Chronic Illnesses. Hay House 2020. ISBN 978-1-4019-6056-8